# Caspar Reinhard
Caspar Reinhard(t) (* um 1540 in Grünberg (Hessen); † 27. Januar 1623 in Frankfurt am Main) war ein deutscher Wasserbauer und Brunnenmeister.

## Leben
Caspar Reinhard heiratete in erster Ehe im Jahr 1564 Anna Jung, die 1568 starb. 1569 verheiratete er sich mit einer Margret, deren Nachname unbekannt ist und die bis 1576 lebte. Die dritte Ehe ging Reinhard 1576 mit Susanna Medenbach ein, die 1605 starb. Seine Söhne Jörg (* 1567; † 1621) und Adam wurden beide Brunnenmeister.
Caspar Reinhard war etwa ab Beginn der 1560er Jahre ein Mitglied der Steindeckerzunft in Frankfurt. Neben Dachdeckerarbeiten führte er auch die Wartung der städtischen Brunnenanlagen aus. Um 1570 wandte er sich dem Bau von Brunnenwerken zu und führte diesbezügliche Aufträge in Straßburg, Darmstadt, Kassel und Babenhausen aus. Ab der Mitte der 1570er Jahre stellte er Konstruktionsteile für Brunnenwerke in seiner Werkstatt in der Fahrgasse in Frankfurt her. Seine Spezialität wurden wasserradgetriebene Kolbenpumpwerke, die benutzt wurden, um Wasser zu heben und so die Lauf- und Springbrunnen in Städten und Fürstengärten zu versorgen. Er verzichtete auf die bis dahin noch üblichen hölzernen Werkteile und arbeitete ausschließlich mit Metall und erwarb sich den Ruf eines Spezialisten, der ihn in eine Reihe mit Hydraulikern wie Bartholomäus Miller (Ulm), Hans Sommer (Kempten) und Peter Wagner (Augsburg) stellte.

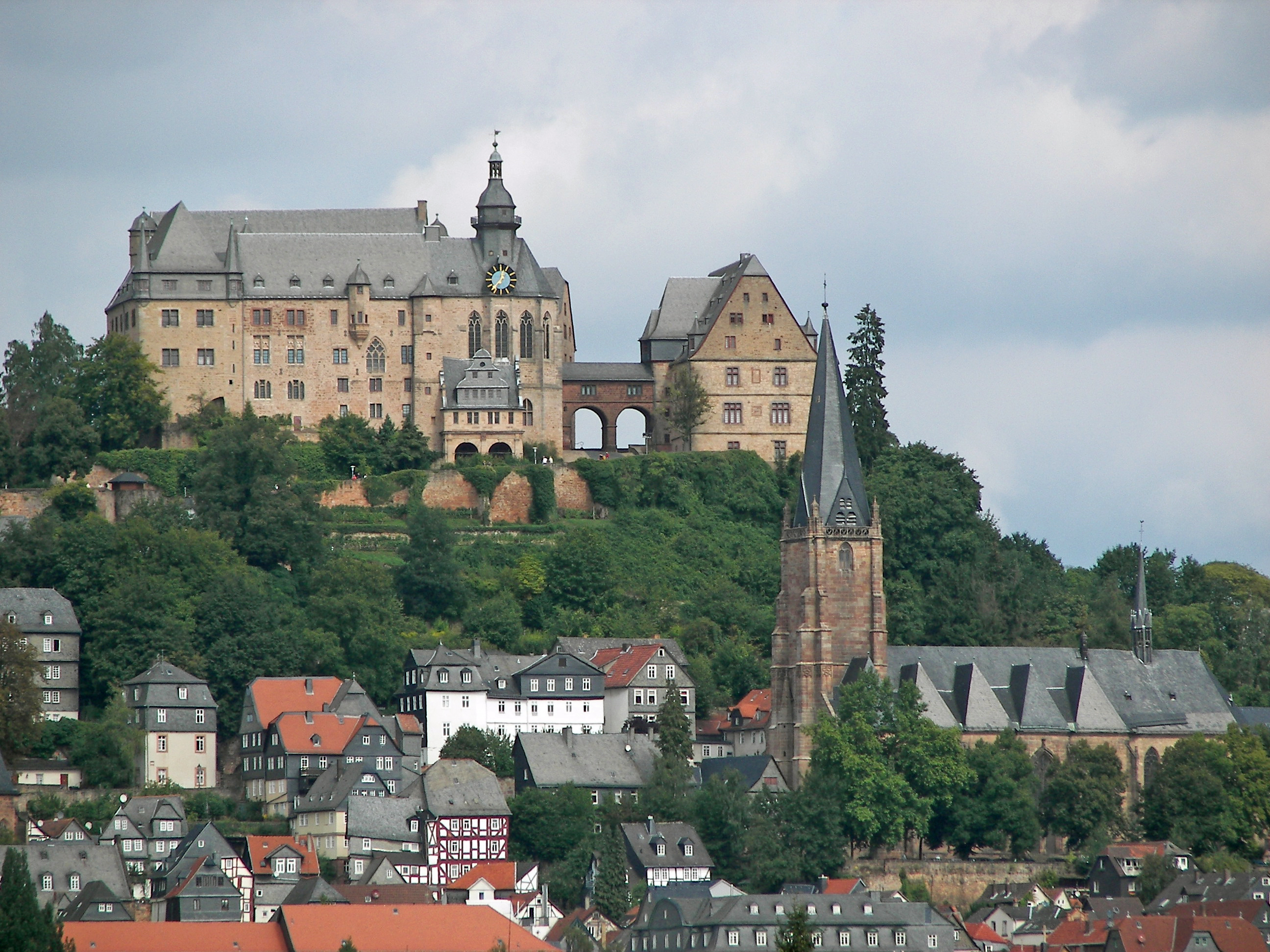
Das Marburger Schloss

1585 wurde Caspar Reinhard Bauschreiber im Dienste des Landgrafen Ludwig IV. von Hessen-Marburg. Zusammen mit dem Baumeister Ebert Baldewein brachte er die Wasserkunst auf einen neuen Stand, mit deren Hilfe das Schloss des Landgrafen in Marburg mit Lahnwasser versorgt wurde, das 115 Meter angehoben werden musste. Sein Sohn Jörg unterstützte ihn bei dieser Arbeit, die 1589 beendet war. Er schied danach aus dem Dienst des Landgrafen aus und arbeitete wieder als selbstständiger Unternehmer. Arbeiten Reinhards sind in Grünberg, Oppenheim am Rhein, Niederbronn im Elsass, Orb und Hungen nachgewiesen; sein Lebensmittelpunkt dürfte in Grünberg gelegen haben, das er mit Trinkwasser aus einem tiefer gelegenen Brunnental versorgte. In Grünberg hatte er auch Haus- und Grundbesitz. In seinen letzten Jahren unterstützte er wahrscheinlich seine beiden Söhne, die ihm in seinem Beruf nachfolgten.